# Gaoligongidris planodorsa
Gaoligongidris planodorsa is een mierensoort uit de onderfamilie van de Myrmicinae. De wetenschappelijke naam van de soort is voor het eerst geldig gepubliceerd in 2012 door Xu.